# Poposaurus

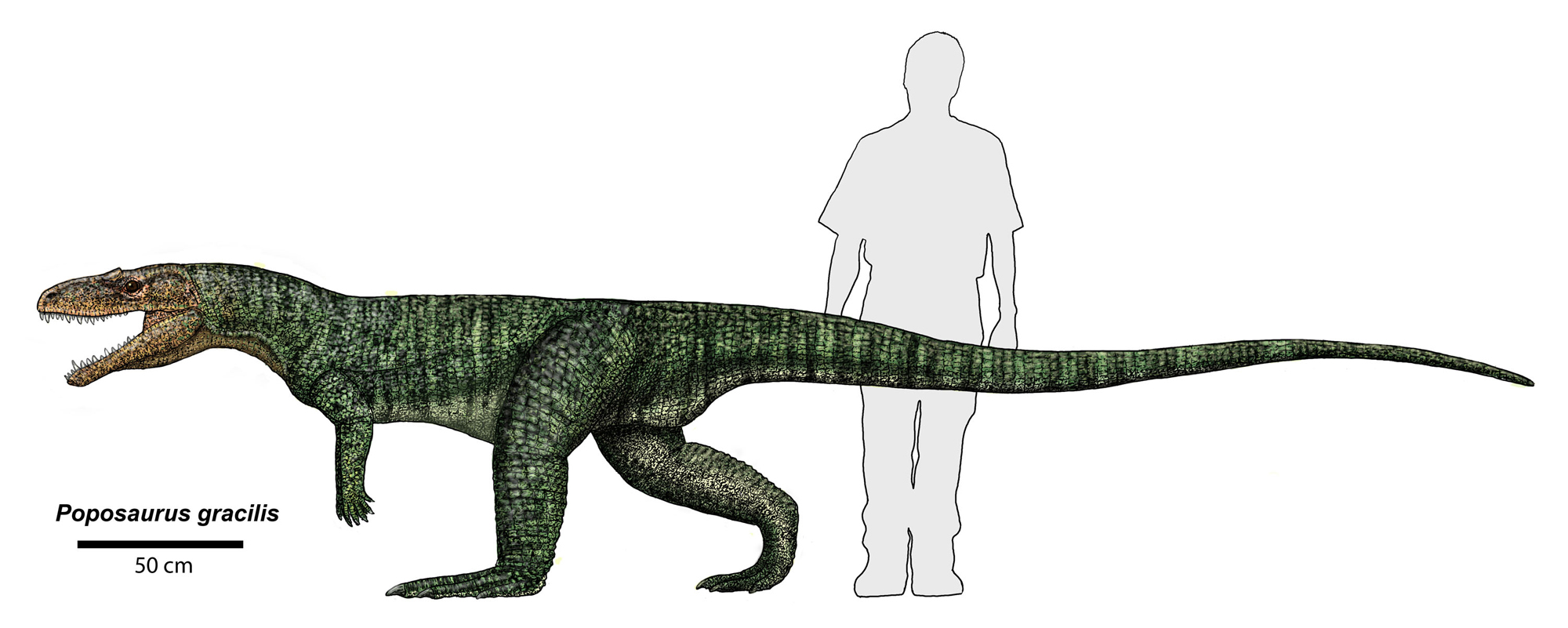
Реконструкція

Poposaurus — вимерлий рід псевдозухієвих архозаврів пізнього тріасу на південному заході США. Він належить до клади Poposauroidea, незвичайної групи псевдозухій тріасу, яка включає вітрилоподібні, дзьобові та водяні форми. Скам'янілості були знайдені у Вайомінгу, Юті, Аризоні та Техасі. За винятком черепа, відомі більшість частин скелета. Типовий вид, P. gracilis, був описаний і названий Морісом Голдсмітом Мелом у 1915 році. Другий вид, P. langstoni, спочатку був типовим видом роду Lythrosuchus. З моменту першого опису попозавра по-різному класифікували як динозавра, фітозавра та «рауісухіану». Попозавр був облігатним двоногим, тобто ходив на двох ногах, а не на чотирьох. Однак, будучи псевдозухом, він більше пов'язаний з живими крокодилами, ніж з динозаврами. Вважається, що попозавр розвинув цю форму пересування незалежно, можливо, від ранніх архозаврів, здатних до високої ходьби. З хвостом, що становив приблизно половину довжини тіла, попозавр мав довжину приблизно 4–5 метрів і важив від 90 до 100 кілограмів у дорослому віці.